# Toyota TF105
Der Toyota TF105 war der vierte Formel-1-Rennwagen von Toyota Racing. Mit dem vierten Platz in der Konstrukteurswertung fuhr Toyota mit diesem Wagen das beste Ergebnis seines Formel-1-Engagements ein.

## Lackierung und Sponsoring

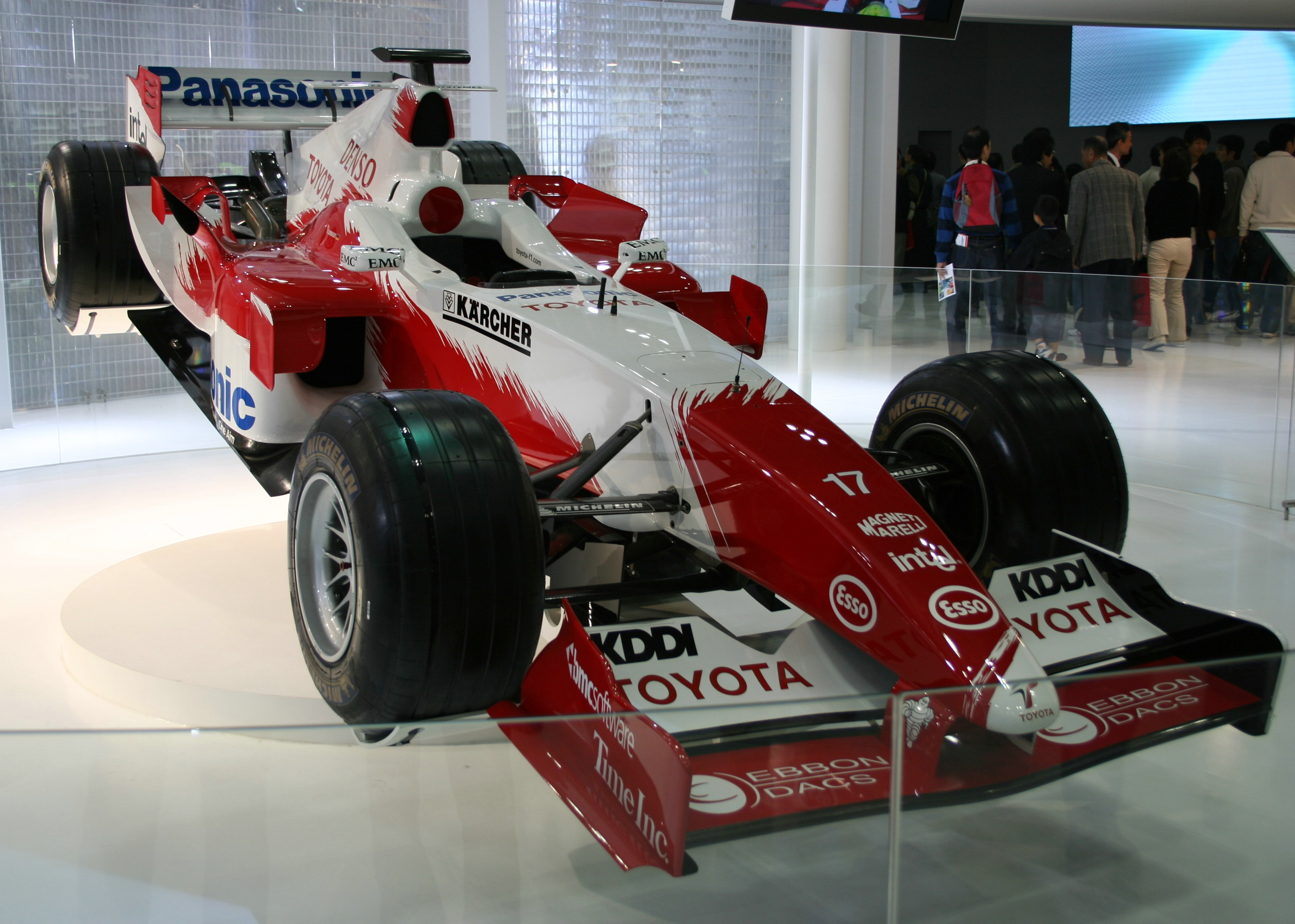
Ein TF105 im Museum

Die Lackierung folgte dem in den Vorjahren etablierten rot-weißen Farbmuster. Prominenter Namenssponsor war wieder Panasonic. Ebenso fungierten unter anderem Denso, Intel, Esso, Kärcher, Magneti Marelli, Michelin, Dassault Systèmes, KDDI und Ebbon-Dacs als Sponsoren.

## Fahrer und Saisonverlauf
Nachdem er bereits in der Vorsaison die letzten beiden Rennen für Toyota bestritten hatte, kehrte Jarno Trulli als Stammfahrer zurück. Als Teamkollege wurde ihm Ralf Schumacher zur Seite gestellt.

## Resultate
| Fahrer               | Nr.                  | 1  | 2 | 3 | 4 | 5 | 6  | 7   | 8   | 9   | 10 | 11 | 12  | 13 | 14 | 15 | 16  | 17  | 18  | 19 | Punkte | Rang |
| -------------------- | -------------------- | -- | - | - | - | - | -- | --- | --- | --- | -- | -- | --- | -- | -- | -- | --- | --- | --- | -- | ------ | ---- |
| Formel-1-Saison 2005 | Formel-1-Saison 2005 |    |   |   |   |   |    |     |     |     |    |    |     |    |    |    |     |     |     |    | 88     | 4.   |
| J. Trulli            | 16                   | 9  | 2 | 2 | 5 | 3 | 10 | 8   | DNF | DNS | 5  | 9  | 14* | 4  | 6  | 5  | DNF | 13* | DNF | 15 | 88     | 4.   |
| R. Schumacher        | 17                   | 12 | 5 | 4 | 9 | 4 | 6  | DNF | 6   |     | 7  | 8  | 6   | 3  | 12 | 6  | 7   | 8   | 8   | 3  | 88     | 4.   |
| R. Zonta             | 17                   |    |   |   |   |   |    |     |     | DNS |    |    |     |    |    |    |     |     |     |    | 88     | 4.   |

| Legende  | Legende            | Legende                                                          |
| Farbe    | Abkürzung          | Bedeutung                                                        |
| -------- | ------------------ | ---------------------------------------------------------------- |
| Gold     | –                  | Sieg                                                             |
| Silber   | –                  | 2. Platz                                                         |
| Bronze   | –                  | 3. Platz                                                         |
| Grün     | –                  | Platzierung in den Punkten                                       |
| Blau     | –                  | Klassifiziert außerhalb der Punkteränge                          |
| Violett  | DNF                | Rennen nicht beendet (did not finish)                            |
| Violett  | NC                 | nicht klassifiziert (not classified)                             |
| Rot      | DNQ                | nicht qualifiziert (did not qualify)                             |
| Rot      | DNPQ               | in Vorqualifikation gescheitert (did not pre-qualify)            |
| Schwarz  | DSQ                | disqualifiziert (disqualified)                                   |
| Weiß     | DNS                | nicht am Start (did not start)                                   |
| Weiß     | WD                 | zurückgezogen (withdrawn)                                        |
| Hellblau | PO                 | nur am Training teilgenommen (practiced only)                    |
| Hellblau | TD                 | Freitags-Testfahrer (test driver)                                |
| ohne     | DNP                | nicht am Training teilgenommen (did not practice)                |
| ohne     | INJ                | verletzt oder krank (injured)                                    |
| ohne     | EX                 | ausgeschlossen (excluded)                                        |
| ohne     | DNA                | nicht erschienen (did not arrive)                                |
| ohne     | C                  | Rennen abgesagt (cancelled)                                      |
| ohne     | keine WM-Teilnahme |                                                                  |
| sonstige | P/fett             | Pole-Position                                                    |
| sonstige | 1/2/3/4/5/6/7/8    | Punktplatzierung im Sprint-/Qualifikationsrennen                 |
| sonstige | SR/kursiv          | Schnellste Rennrunde                                             |
| sonstige | *                  | nicht im Ziel, aufgrund der zurückgelegten Distanz aber gewertet |
| sonstige | ()                 | Streichresultate                                                 |
| sonstige | unterstrichen      | Führender in der Gesamtwertung                                   |